# Luisinho (football, 1965)
Pour les articles homonymes, voir Luisinho.
Luís Carlos Quintanilha dit Luisinho est un footballeur international brésilien, reconverti entraîneur, né le 17 mars 1965 à Rio de Janeiro. Il évoluait au poste de milieu offensif

## Biographie

### Comme joueur

#### En club
En 1998, Luisinho remporte la Copa Libertadores avec Vasco da Gama. Il dispute 11 matchs lors de cette compétition. Il participe ensuite à la Coupe intercontinentale perdue (1-2) face au Real Madrid.
Il dispute 10 matchs en première division espagnole lors de la saison 1993-1994 avec le club de Celta Vigo.

#### En sélection
Luisinho reçoit huit sélections en équipe du Brésil entre 1992 et 1993, inscrivant un but.
Appelé par le sélectionneur Carlos Alberto Parreira, il participe à la Copa América 1993, disputant trois rencontres, dont deux comme titulaire. 

### Comme entraîneur
En 2012, il devient entraîneur de Rio Branco, remportant la Série A3 du championnat de São Paulo. Par la suite, il entraîne Santa Cruz (RJ) en 2014, et São Cristóvão en 2016.

## Palmarès

### Joueur
- Botafogo
  - Champion de Rio de Janeiro en 1989 et 1990.

- Vasco da Gama
  - Champion du Brésil en 1997 et 2000.
  - Champion de Rio de Janeiro en 1992, 1993, 1994 et 1998.
  - Vainqueur de la Copa Libertadores en 1998.
  - Vainqueur du Tournoi Rio-São Paulo en 1999.
  - Vainqueur de la Copa Mercosur en 2000.

### Entraîneur
- Rio Branco
  - Vainqueur de la Série A3 du championnat de São Paulo en 2012.